# Antoine Camilleri
Antoine Camilleri, né le 20 août 1965 à Sliema (Malte), est un prélat catholique maltais, Sous-secrétaire pour les relations entre les États au sein de la Secrétairerie d'État du Saint-Siège de 2013 à septembre 2019. Il est actuellement nonce apostolique à Cuba (en).

## Biographie
Antoine Camilleri est né à Sliema, à Malte en 1965. Il a étudié à l'école Saint-Joseph à Sliema puis au collège Saint-Louis, à Birkirkara. Il devient docteur en droit à l'Université de Malte en 1988. 
Il est ordonné prêtre le 5 juillet 1991 pour l'archidiocèse de Malte. En 1991, il sert comme vicaire à l’église Notre-Dame du Mont Carmel à Griza. En 1992 il part étudier le droit canon à l'Université pontificale du Latran, où il obtient un doctorat en 1996. 
Ses études terminées il rentre à Malte et est nommé au tribunal ecclésiastique de l'archidiocèse (1996-1997).
Il est rappelé à Rome pour assister à l'Académie pontificale ecclésiastique et en janvier 1999 il rejoint les services diplomatique du Saint-Siège. Il sert successivement dans plusieurs nonciatures apostoliques : Papouasie-Nouvelle-Guinée (en) et Îles Salomon (en) (1999-2002), en Ouganda (en) (2002-2005) et à Cuba (en) (2005-2006), puis il rejoint la secrétairerie d’État.
Le 22 février 2013 il est nommé sous-secrétaire pour les relations avec les États, remplaçant ainsi Mgr Ettore Balestrero, nommé nonce en Colombie (en).
Le 25 février 2013 il est fait prélat d'honneur de Sa Sainteté par le pape Benoît XVI.
Le samedi 22 septembre 2018 il signe au nom du Saint-Siège un premier accord avec la république populaire de Chine représentée par Wang Chao vice-ministre des affaires étrangères de Chine. La salle de presse du Saint-Siège précise que cet accord n'est pas politique mais se veut pastoral car il ouvre la porte aux nominations d'évêques reconnus par le pape et la Chine
Le 3 septembre 2019, il est nommé nonce apostolique et reçoit le titre d'archevêque titulaire de Skálholt (de). Le 31 octobre suivant, il est nommé nonce apostolique en Éthiopie (en) et à Djibouti et délégué apostolique en Somalie (en).
Le 20 mai 2024, le pape François le nomme nonce apostolique à Cuba (en).

## Distinction
- Plaque de l'Ordre de l'Aigle aztèque (22 janvier 2015[7]).
- Officier de l'Ordre de l'Étoile de Roumanie (Décret du 30 avril 2015 du président Klaus Iohannis[8])
- Grand officier de l'ordre du Mérite de la République italienne‎ (18 avril 2015 sur proposition du président du Conseil des ministres, chevalier le 4 octobre 2008[9])